# Agamedes
Outro Agamedes foi um filho de Estínfalo
Agamedes, na mitologia grega, junto com seu irmão mais velho Trofônio foram célebres arquitetos. Agamedes e Trofônio eram filhos da velhice do rei Ergino, de Orcómeno da Ftiótida; mas algumas versões dão Trofônio como filho de Apolo
A Agamedes e Trofônio eram atribuídas algumas das mais famosas construções da Grécia antiga, como o templo de Apolo em Delfos e o tesouro do rei Hirieu.
Os irmãos fizeram o tesouro de Hirieu com uma pedra que eles conseguiam remover pelo lado de fora, e foram roubando o tesouro. Hirieu não entendia como o tesouro podia estar diminuindo, e colocou armadilhas no seu ouro e prata. Agamedes entrou, e ficou preso na armadilha; Trofônio então cortou sua cabeça, para que ele não fosse capturado e torturado, e Hirieu soubesse o que estava acontecendo. Como punição, a terra se abriu e engoliu Trofônio
De acordo com outra versão, sem saber como recompensá-lo por haver construído o seu templo, Apolo premiou a ele e ao amigo com a morte;segundo ele, o bem maior a que poderia aspirar um mortal.[carece de fontes?]